# Dreyse M1907
Дрейзе М1907 (нем. Dreyse M1907) — немецкий боевой пистолет времен Первой мировой войны. Использовался немецкой армией в период Первой и Второй мировых войн.

## История
Разработка была начата в 1905 году. В 1907 году появился прототип, который сразу приняли на вооружение полиции, а позже — армии. Разработкой пистолета занимался конструктор Луис Шмайссер. Пистолет назван в честь Иоганна Николауса фон Дрейзе.

## Техническое описание
Пистолет Дрейзе М1907 самозарядный, автоматика работает по принципу отдачи свободного затвора. Возвратная пружина расположена вокруг ствола. Ударный механизм ударниковый, ударник с отдельной боевой пружиной размещён в канале затвора. Спусковой механизм смонтирован в рамке, его шептало взаимодействует с выступом ударника. Ствол с затвором располагаются в затворной коробке, которая шарнирно закреплена на рамке. Отъемный коробчатый магазин на 7 патронов размещается в рукоятке. Предохранитель флажкового типа находится на рамке слева. Прицельные приспособления простейшие: целик с простой прорезью на задней части затворной коробки, мушка образована пазами в передней части затвора. Стреляные гильзы отражаются вправо. Для чистки или разборки ствол пистолета вместе с затворной коробкой опрокидывается на шарнире вперёд-вниз, как у классических охотничьих ружей (шарнир в виде винта находится перед спусковой скобой).

## Эксплуатация и боевое применение
- — Австро-Венгрия
- — Германская империя
- — Веймарская республика
- — нацистская Германия
- — Османская империя
- — Ватикан (Швейцарская гвардия, находился на вооружении вплоть до 1990 года)

## В культуре
Dreyse M1907 — служебный пистолет детектива Гереона Рата, главного героя немецкого сериале «Вавилон-Берлин».